# Friedrich Anton von Heynitz
Friedrich Anton von Heynitz (pisane czasem Heinitz) (ur. 14 maja 1725 w Dröschkau, zm. 15 maja 1802 w Berlinie) – pruski minister-reformator.
Ród Heynitz pochodził z Saksonii i był związany z Miśnią. Ojciec Friedricha, Georg Ernst von Heynitz (1692-1751) był saskim radcą dworu i inspektorem szkoły ludowej (Landesschule) w Miśni. Matka Sophie Dorothea, była ciotką Novalisa.
Kształcił się w szkole Landesschule Pforta, po czym studiował nauki przyrodnicze, przemysł solny, manufakturowy i górniczy we Fryburgu Bryzgowijskim  i Kösen. W roku 1747 został członkiem rady administracji górnictwa Księstwa Brunszwickiego, od 1762 wicekapitanem kopalni (Vizeberghauptmann).
1764 książę Franciszek Ksawery Wettyn (administrator saski) zaprosił go do Saksonii. Tam Friedrich Anton został Generalnym Komisarzem Kopalni (Generalbergkommissar). W 1765 on i jego brat Carl Wilhelm Benno von Heynitz założyli we Freibergu Akademię Górniczą (Bergakademie). W roku 1772 Heynitz założył Dyrekcję Salin Elektoratu Saksonii. Wobec sporów kompetencyjnych 4 października 1774 Heynitz złożył swój urząd.
Od 9 września 1777 roku do 15 maja 1802 roku był najważniejszym pruskim ministrem (pełna tytulatura: Etats-, Kriegs- und dirigierender Minister und Oberberghauptmann) i rzeczywistym szefem rządu. Jednym z jego pierwszych kroków było zreformowanie istniejącej od 1770 roku berlińskiej Akademii Górniczej (Berliner Bergakademie).
W latach 1786–1796 Heynitz objął departament żup solnych (Salzdepartement). Fryderyk Wielki cenił Heynitza jak mało kogo i dawał mu całkowitą swobodę decyzji, jakich nie miał on wcześniej w Brunszwiku ani w Saksonii.
Heynitz sprowadził (1779) swego bratanka Friedricha Wilhelma von Redena do Berlina, gdzie objął on nadzór nad śląskimi manufakturami i kopalniami.
Zasłużonego urzędnika, zarządzającego przemysłu uhonorowano nazywając jego nazwiskiem KWK.

## Literatura
- Johannes Mager: Friedrich Anton von Heynitz (1725-1802). Streiflichter aus seinem Leben und familiären Umfeld. In: "Der Anschnitt". Heft 1, 2003.
- Benno von Heynitz: Beiträge zur Geschichte der Familie von Heynitz und ihrer Güter. I. - III. Teil. 2. Auflage. Kirchrode 1971.